# Karang Poste

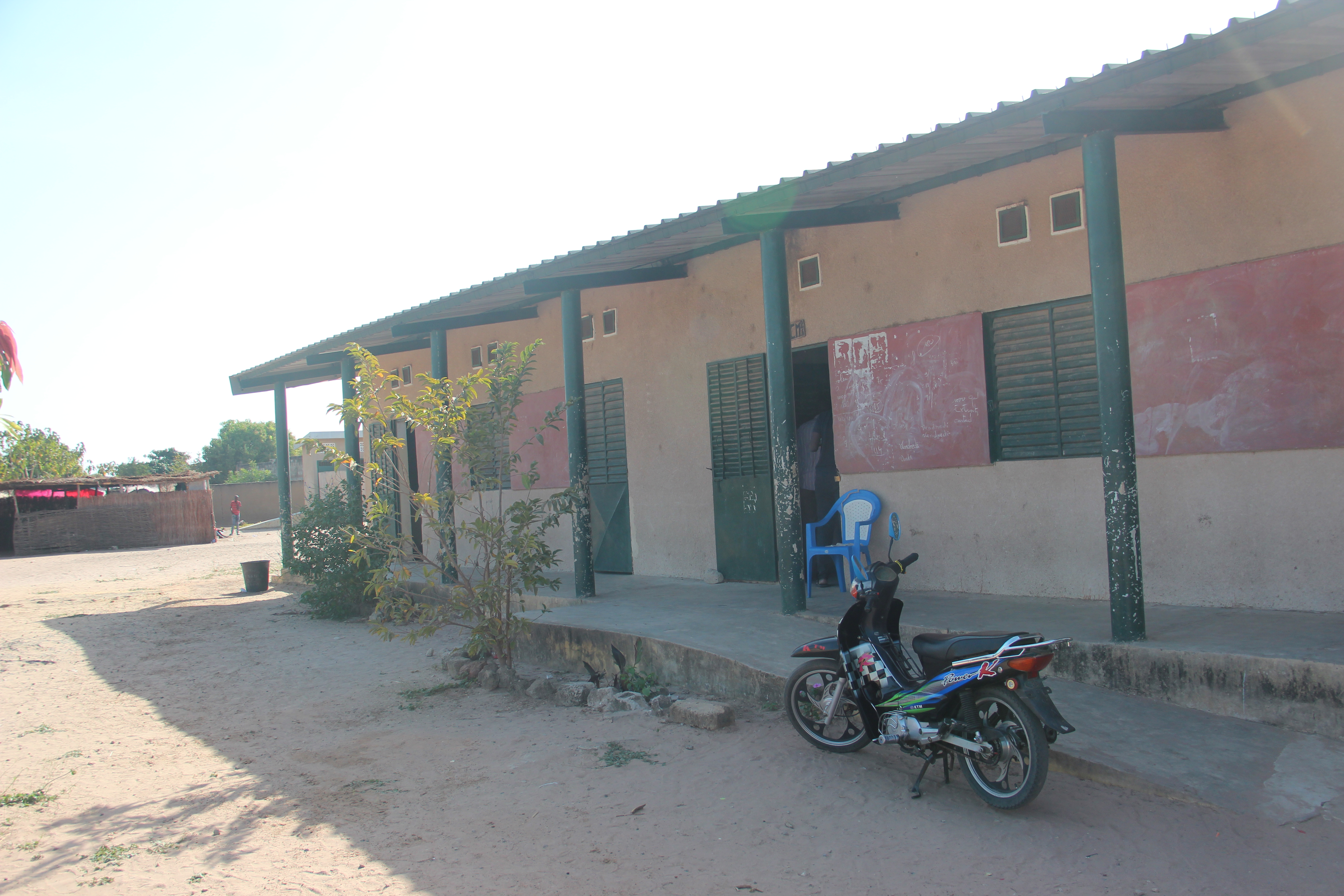
Eine Schule in Karang Poste

Karang Poste ist eine Gemeinde (commune) im Département Foundiougne der Region Fatick, gelegen im südlichen Westen des Senegal. Die Stadt ist ein wichtiger Grenzübergang zu Gambia.

## Geographische Lage
Karang Poste liegt im Süden des Départements Foundiougne zwischen den Gemeinden Toubacouta im Nordwesten und Keur Samba Guèye im Nordosten an der Grenze zu Gambia und ist baulich mit dem jenseits der Grenze liegenden gambischen Ort Amdalai zusammengewachsen.
Karang Poste liegt 164 Kilometer südöstlich von Dakar, 81 Kilometer südlich der Regionalpräfektur Fatick und 58 Kilometer südlich von Foundiougne. Karang Poste ist die der gambischen Hauptstadt Banjul am nächsten gelegene Stadt des Senegal. Diese ist 38 Kilometer südwestlich von hier zu finden, allerdings auf der südlichen Seite des Gambia-Flusses und somit nur über eine Fähre erreichbar.

## Geschichte
Noch im Jahr 2007 spielte das Dorf Karang Poste eine Rolle bei den Planungen der Communauté rurale (Landgemeinde) Keur Samba Guèye für den Ausbau der Trinkwasserversorgung und Abwasserentsorgung. Schon 2008 jedoch wurde Karang Poste per Dekret aus der Landgemeinde ausgegliedert und erhielt den Status einer städtischen Gemeinde (commune). Nach diesem Dekret sollte sich das Gemeindegebiet, von der Großen Moschee aus gemessen, eine bestimmte Anzahl von Kilometern in alle vier Himmelsrichtungen erstrecken. Daraus ergab sich rechnerisch eine Stadtfläche von 20,8 km². Einer Gesamtübersicht der Gemeindegliederung Senegals zufolge hat das Gemeindegebiet allerdings nur eine Fläche von 5,126 km².

## Bevölkerung
Die letzten Volkszählungen ergaben jeweils folgende Einwohnerzahlen:
| Jahr | Einwohner |
| ---- | --------- |
| 2002 | –         |
| 2013 | 14.624    |
| 2023 | 26.972    |

## Verkehr
Am südlichen Stadtrand von Karang Poste liegt der Grenzübergang der Nationalstraße N 5, die Kaolack durch das Hinterland des Saloumdeltas mit Banjul, der Hauptstadt des Nachbarlandes Gambia, verbindet. Die N 5 ist zugleich Teil des Dakar-Lagos-Highways, einem der Trans-African Highways.
Über die N 5 ist Karang Poste mit dem 72 km entfernt gelegenen Flugplatz Kaolack und mit dem nationalen Luftverkehrsnetz verbunden.